# آجین
آجین شهری در بخش پیرسلمان شهرستان اسدآباد استان همدان ایران است

## وجه تسمیه
«آجین» در لغت نامه دهخدا و فرهنگ معین: آژده-آجیده ذکر شده است.

## جغرافیا
آجین، مرکز بخش پیرسلمان در غرب شهرستان اسدآباد است.
آجین دارای آب و هوایی معتدل در تابستان و سرد در زمستان می‌باشد. اطراف این شهر را کوه‌ها و تپه‌های کوچک و بزرگ، دربرگرفته‌اند.
آجین دارای سه چشمه و یک رودخانه کوچک می‌باشد که از وسط آن می‌گذر.

## گویش
گویش ساکنین ترکیبی از گویش های لری لکی و کردی می‌باشد.

## جمعیت
بر پایه سرشماری عمومی نفوس و مسکن در سال ۱۳۹۵ جمعیت این شهر ۲٬۷۳۸ نفر (۸۲۲ خانوار) بوده است.